# Personaggi di Elfen Lied
Questa è la lista dei personaggi di Elfen Lied, manga di Lynn Okamoto, e della serie televisiva anime ad esso ispirato.

## Protagonisti

### Lucy
Lucy (ルーシー?, Rūshi) è una Diclonius, un essere con un paio di corna sulla testa e lunghe braccia invisibili, chiamate "vettori", che si aggiungono a quelle umane. Ha 18 anni. Non si riferisce mai a sé stessa in alcun modo, ma firma una lettera destinata a Kōta con il suo vero nome, "Kaede". Nell'anime, Lucy possiede quattro vettori con una portata limitata di appena due metri, ma molto potenti e veloci. Si specifica che sei mesi prima la loro portata era di soli 1,4 metri, indicando una crescita continua. Nel manga, i vettori sono addirittura più numerosi, anche se il loro esatto numero non viene precisato. Nel finale, Lucy mostra che i suoi vettori hanno raggiunto lunghezza e potenza smisurate.Inoltre, ha dimostrato di poter utilizzare la propria energia vitale per stimolare i processi di guarigione; tuttavia, questo processo è devastante per il suo corpo, poiché se ne è servita troppo fino ad allora, e questo porta il suo corpo a cominciare letteralmente a decomporsi. 

Lucy durante lo scontro con i soldati

Abbandonata neonata in un bosco, Lucy fu lasciata nuda sull'erba dal padre. Successivamente, venne portata in un orfanotrofio dove subì emarginazione e maltrattamenti sia dai coetanei che dal personale a causa della sua diversità. Senza amici, si fidò della prima bambina che le offrì conforto. Nel frattempo, Lucy trovò un cucciolo che adottò di nascosto, confidandosi con la sua amica. Tuttavia, quest'ultima rivelò la presenza del cucciolo ai bulli, che lo uccisero colpendolo ripetutamente con una pietra (un vaso nell'anime). La rabbia per l'accaduto scatenò per la prima volta i suoi poteri Diclonius: smembrò i bulli e l'amica traditrice, fuggendo poi dall'orfanotrofio. Durante la fuga, conobbe Kōta, un bambino della sua età, con cui strinse amicizia. La sera prima della sua partenza, durante una festa in paese, Lucy chiese a Kōta di andarci insieme. Kōta, già impegnato, le disse che doveva andare con un cugino, ma alla domanda di Lucy se fosse maschio o femmina, vedendo la sua preoccupazione, rispose che era un maschio. Quando Lucy partecipò alla festa e scoprì che la cugina era in realtà una bambina, il suo istinto omicida si risvegliò violentemente: massacrò brutalmente i presenti. In seguito, quando Kōta salì sul treno con la sua famiglia, Lucy lo trovò e, infuriata per l'inganno, uccise Kanae e il padre di Kōta. Kōta riuscì a fermarla prima che potesse uccidere Yuka, sua cugina. Sconvolta dalla consapevolezza della gravità delle sue azioni, Lucy scappò, giurando di ritrovarlo un giorno per chiedergli perdono. Da quel momento, Kōta non la vide più per molto tempo, mentre in Lucy si sviluppò un profondo rancore e odio verso l'umanità, percepita come ostile
Negli anni successivi, Lucy lotta per la sopravvivenza fino a quando, cinque anni dopo l'incidente, incontra Aiko Takada, stringendo con lei un'inaspettata e profonda amicizia. Tuttavia, la loro precaria sicurezza viene bruscamente interrotta quando agenti del centro di ricerca, sulle tracce di Lucy, le rintracciano. Durante l'irruzione, Aiko si sacrifica per proteggere Lucy, venendo colpita da un proiettile. Sfruttando il dolore di Lucy, Kenzo Kurama, figura chiave del centro di ricerca, le offre un patto: consegnarsi spontaneamente in cambio di cure mediche immediate per Aiko. Nonostante l'impegno, Aiko muore in ospedale, alimentando in Lucy un desiderio di vendetta nei confronti di Kurama, colpendolo nei suoi affetti più cari. Successivamente, Lucy viene catturata e tenuta prigioniera per tre anni in una struttura contenitiva che la immobilizza. Riuscita infine a fuggire, si lascia alle spalle una scia di vittime nel suo percorso verso l'esterno. Nel tentativo di impedirne la fuga, un tiratore scelto di Kurama la prende di mira e le spara mentre si dirige verso la scogliera. Il proiettile la raggiunge alla tempia, causando una profonda ferita e un conseguente sdoppiamento della personalità. Confusa e incapace di parlare, Lucy viene ritrovata da Kōta e Yuka, ormai diciottenni, che, ignari della sua vera identità, decidono di accoglierla. Incapace di proferire altro suono se non un flebile "Nyū", viene affettuosamente soprannominata così dai due ragazzi. Nyū manifesta un'indole infantile e pacifica, totalmente opposta alla violenza che caratterizzava Lucy. Durante i sei mesi successivi trascorsi con Kōta, Nyū sperimenta una parvenza di normalità, imparando a comunicare e ad integrarsi nella loro vita quotidiana
Nel culmine del manga, la terza personalità di Lucy, dominata dagli istinti Diclonius e animata dal desiderio di annientare l'umanità, prende il sopravvento approfittando della vulnerabilità di Lucy e Nyū di fronte al ferimento di Kōta. Questa entità inizia a manifestare i suoi vettori su scala globale, ma viene ostacolata dalle altre due personalità, ora ridotte a presenze spirituali, nel momento in cui tenta di aggredire le persone a lei care. Le due entità implorano Kōta, consegnandogli una pistola, di porre fine alla loro esistenza. Sono giunte alla dolorosa consapevolezza che, pur non volendolo, non potranno mai cessare di essere una minaccia per gli altri, data la persistente bramosia altrui nei confronti dei poteri di Lucy. Seppur con il cuore spezzato, Kōta accetta. Nonostante la morte di Lucy, da quel giorno in poi, ogni anno, nella sera conclusiva del festival, si reca ad attenderla sotto l'albero che fu testimone del loro primo incontro. Consapevole della sua perdita, Kōta sente l'obbligo di onorare quella promessa non mantenuta, perpetuandola negli anni a venire. Dieci anni dopo la scomparsa di Lucy, Kōta torna nel luogo simbolo della loro promessa, accompagnato dalla figlia, anch'essa chiamata Nyū. La bambina nota alla base dell'albero, dove è sepolto il loro vecchio cane, un barattolo di vetro contenente un messaggio d'amore di Lucy per Kōta, firmato con il suo vero nome, Kaede. Mentre Kōta, commosso, piange per questo "ritrovamento" di Kaede, due bambine sconosciute, amiche di sua figlia, si avvicinano. Una di loro si presenta come Kaede e dichiara di essere lì per incontrare una "persona molto speciale". Kōta, intuendo che si tratti delle possibili reincarnazioni di Lucy e Nyū, si volta con un sorriso colmo di speranza, pronto a conoscerle."
È doppiata da Sanae Kobayashi.

### Kōta
Kōta (コウタ/耕太?) è uno dei protagonisti centrali della serie, caratterizzato da una profonda gentilezza e premura, in particolare nei confronti delle figure femminili in difficoltà. La sua indole compassionevole, protettiva e amorevole si manifesta attraverso la sua innocenza, allegria, generosità e incrollabile lealtà.
All'età di dieci anni, Kōta si reca a Kamakura in compagnia della sorella minore, Kanae, e del padre, per trascorrere le vacanze estive con la cugina Yuka e sua madre. Durante questo soggiorno, il giovane Kōta fa la conoscenza di Lucy, con la quale stringe un legame di amicizia. Quando Lucy gli propone di accompagnarla alla festa del paese, Kōta, avendo già preso un impegno con la cugina Yuka, le mente dicendo che avrebbe partecipato all'evento in compagnia di un cugino, nel tentativo di non ferire i suoi sentimenti. Durante il viaggio di ritorno in autobus, Lucy entra in uno stato di trance, manifestando un dialogo con la propria voce interiore e stringendo involontariamente il collo di Kōta fino a quasi soffocarlo. Riprendendo coscienza quasi immediatamente, si scusa con il bambino e, in preda alla disperazione, gli fa promettere di ucciderla qualora un giorno non fosse più in grado di controllare la sua tendenza omicida. Kōta acconsente, senza tuttavia collegare questa inquietante conversazione ai recenti e misteriosi omicidi avvenuti. La sera stessa, Kōta e Yuka si recano alla festa, dove vengono avvistati da Lucy. Quest'ultima, sopraffatta dalla gelosia e dalla disperazione, perde il controllo dei suoi poteri, causando la morte di alcuni presenti. In seguito, sul treno, Lucy si rende responsabile della morte del padre e della sorella di Kōta, lasciando il bambino profondamente traumatizzato. In seguito a questi eventi, come narrato nell'anime, Kōta trascorre circa un anno in una struttura psichiatrica. Inoltre, sviluppa una grave forma di amnesia dissociativa, arrivando a convincersi che il padre sia deceduto in un incidente stradale e che la sorella sia morta a seguito di una lunga malattia in ospedale. La sua amnesia si estende anche al periodo trascorso a Kamakura, cancellando dalla sua memoria l'incontro con la cugina Yuka e la bambina con le corna.
Otto anni dopo i tragici eventi, Kōta fa ritorno a Kamakura per frequentare l'università, trovando alloggio presso Yuka. È in questa occasione che incontra nuovamente Lucy, fuggita dal centro di ricerca e affetta da amnesia. Incapace di riconoscerla, Kōta decide di prendersene cura, soprannominandola "Nyu". Durante il periodo trascorso insieme, frammenti della personalità originaria di Lucy iniziano a riemergere, portando con sé il suo latente desiderio di vendetta contro l'umanità. La loro fragile quotidianità viene interrotta dall'attacco di un misterioso aggressore alla loro abitazione, causando la separazione del gruppo. Kōta riesce a catturare Nosou, l'individuo responsabile dell'assoldamento di paramilitari e della creazione di cloni di Mariko, ma viene gravemente ferito da un colpo d'arma da fuoco e ricoverato in ospedale. Durante questo scontro, la sofferenza inflitta ai suoi cari innesca una furia incontrollabile in Nyu, culminando in un atto di brutale violenza: mentre dilania a mani nude una delle avversarie, Cynthia, i ricordi traumatici di Kōta riaffiorano con prepotenza, riconoscendo in quel gesto l'eco dell'omicidio di Kanae. Nyu, tornando repentinamente alla sua identità di Lucy, affronta da sola i suoi persecutori, mentre Kōta, sconvolto, giura di vendicare la sua famiglia.
In un successivo e fatidico incontro, Lucy promette a Kōta di non nuocere più a nessuno. Tuttavia, una serie di circostanze avverse la spingono a tradire il suo proposito, e Kōta viene nuovamente ferito in modo critico. Sopraffatta dalla disperazione, Lucy è sul punto di scatenare una devastazione globale, ma riesce a dominare i suoi istinti violenti e compie un sacrificio supremo: trasferisce le sue energie vitali per guarire Kōta, salvandogli la vita a costo della propria. Kōta assiste impotente alla progressiva scomparsa fisica di Lucy, consapevole del suo ultimo atto di altruismo. In quel momento di vulnerabilità, la terza e violenta personalità di Lucy emerge con l'intento di sopraffare Kōta; tuttavia, quest'ultimo viene protetto dai residui delle personalità buone di Nyu e Lucy che, dopo avergli ricordato della promessa fatta anni prima quando erano bambini, gli chiedono di mettere fine alla loro esistenza. Kōta, con molta esitazione e molto dolore, le spara, uccidendola.
Dopo la morte di Lucy, ogni anno, Kōta si reca sotto l'albero in cui lui e Kaede si erano promessi di rincontrarsi l'ultimo giorno del festival. Nonostante sia consapevole che Lucy/Kaede sia morta, avendola uccisa lui stesso, Kōta si impegna a non infrangere più la promessa fattale e, per anni, spende ogni ultimo giorno del festival ad aspettarla davanti all'albero. Circa dieci anni dopo la morte della ragazza, vi ritorna assieme alla figlia Nyu (che è implicito sia la figlia sua e di Yuka), a cui racconta della promessa che lui e Kaede si erano fatti. Poco prima di andarsene dopo aver aspettato per ore, la bambina ammette di aver giocato lì vicino assieme a due gemelle e poi, guardando bene alla base dell'albero, nota un barattolo di vetro, in cui Kaede aveva lasciato un messaggio d'amore per il ragazzo che, dopo tanti anni, sente di aver "ritrovato" la persona che stava aspettando. Mentre Kōta piange dalla commozione, i due sono raggiunti dalle due gemelle di cui Nyu aveva parlato: le due bambine dichiarano di stare anche loro aspettando una persona molto speciale; sentendo che le due bambine potrebbero essere le reincarnazioni di Lucy e di Kaede, Kōta si volta colmo di gioia, preparandosi a conoscerle.
Kōta è doppiato da Chihiro Suzuki da adulto e da Hitomi Nabatame da bambino.

### Yuka
Yuka (ユカ?) è la cugina di Kōta e coltiva per lui sentimenti romantici fin dalla tenera età, manifestando gelosia nei confronti delle attenzioni che il ragazzo riserva ad altre. Quando Kōta fa ritorno a Kamakura per frequentare l'università, Yuka sceglie di convivere con lui. Durante la loro convivenza, in Kōta gradualmente riaffiorano ricordi della sua infanzia, riscoprendo l'affetto che lo legava a lei, culminato in un momento di intimità. Dieci anni dopo gli eventi principali della storia, Yuka e Kōta sono sposati e genitori di una figlia di nome Nyu. Yuka riveste un ruolo cruciale nel supportare Kōta nell'affrontare le conseguenze del suo passato traumatico e le complesse dinamiche legate a Lucy, una Diclonius che irrompe nelle loro vite. Nonostante la sua comprensibile gelosia nei confronti di Lucy/Nyu, Yuka dimostra un profondo legame affettivo con Kōta e una ferma volontà di proteggerlo, contribuendo in modo significativo alla complessità delle relazioni che si sviluppano nella narrazione.
È doppiata da Mamiko Noto.

### Mayu
Mayu (マユ?) è una ragazza di tredici anni che viveva per strada prima di essere accolta da Kōta a Villa Kaede. Non si conosce il destino di suo padre, mentre sua madre si è risposata con un altro uomo. Purtroppo, Mayu diventa vittima di abusi sessuali da parte del patrigno. Quando finalmente racconta alla madre ciò che sta subendo, riceve solo l'amara gelosia della donna, che si sente trascurata dalle attenzioni rivolte alla figlia. Realizzando di non avere alcun valore per sua madre, Mayu decide di scappare di casa. Sola e depressa, trova rifugio in un piccolo riparo sulla spiaggia di Kamakura.
Una notte, Mayu scopre Bando ferito e chiama un'ambulanza per soccorrerlo. Tuttavia, assiste anche a uno degli eventi più traumatici della sua vita: lo smembramento di Nana da parte di Lucy, un episodio che la segnerà profondamente. Per affrontare il trauma, Mayu reprime questi ricordi, Convincendosi che si trattasse solo di un sogno. A causa del colpo subito durante l'attacco, viene portata in ospedale. Quando i medici scoprono che non ha i soldi per pagare le spese mediche, Kōta e Yuka decidono di accoglierla a Villa Kaede. Quando Mayu incontra Nyu, riemergono i ricordi dell'incidente con Lucy e Nana, ma sceglie di credere che fosse solo un sogno e stringe amicizia con Nyu. Mentre Kōta e Yuka tentano di contattare sua madre, Mayu si stabilisce a Villa Kaede e viene iscritta a una scuola superiore locale (scuola media nel manga), trovando finalmente felicità e serenità. Durante una passeggiata, ritrova Nana e, scoprendo che quest'ultima non sa nulla del mondo esterno, la invita a vivere con lei a Villa Kaede.
Mayu riesce a sopravvivere all'attacco di Bando, il quale la salva anche dall'ira di Lucy, apparentemente a costo della propria vita. È doppiata da Emiko Hagiwara.

### Nana
Nana (ナナ?) è una giovane Silpelit, una razza di esseri nati da umani infettati dai Diclonius, che ha trascorso tutta la sua vita in un centro di ricerche. A differenza di molti Diclonius, Nana non ha il desiderio di uccidere o fare del male; la sua personalità è caratterizzata da gentilezza, dolcezza, compassione ed empatia. Grazie al legame speciale con Kurama, che considera un padre adottivo, riesce a sopportare le difficoltà della vita come cavia, mantenendo una natura ingenua. Tuttavia, in situazioni estreme, anche Nana può cadere in uno stato di rabbia e furore, simile a quello degli altri Diclonius, al punto da diventare pericolosa.
Il direttore generale Kakuzawa pianifica di sfruttare Kurama e gli ordina di utilizzare Nana come membro della task force incaricata di catturare Lucy. Kurama ordina alle forze speciali di localizzare Lucy e prenderla prigioniera, ma Nana, desiderosa di rendere orgoglioso il suo "padre", ignora gli ordini e affronta Lucy in un combattimento diretto. Tuttavia, sopraffatta dalla superiorità dell'avversaria e distratta dall'improvviso arrivo di Mayu, Nana viene mutilata da Lucy, che le priva di tutti gli arti. Quando Lucy sta per decapitarla, Nana riesce a salvarsi attivando la sua capacità di disabilitare i vettori dei Diclonius. Successivamente, Kurama recupera Nana e la riporta all'istituto. Qui, contravvenendo agli ordini del suo superiore, le impianta delle protesi che può controllare tramite i suoi vettori e decide di allontanarla dall'istituto. Nana si ritrova sulla stessa spiaggia di Kamakura dove Lucy è fuggita e incontra Bando, un altro nemico di Lucy. Dopo una battaglia, entrambi si rendono conto di avere un nemico comune e che la capacità di Nana di percepire i Diclonius potrebbe aiutarlo nella sua ricerca di vendetta.Nana incontra poi Mayu, che l'ha riconosciuta dopo aver assistito alla battaglia tra lei e Lucy. Mayu invita Nana a vivere con sé a Villa Kaede. Inizialmente reagisce d'istinto attaccando Nyu, ma viene prontamente fermata da Kōta. Comprendendo che Nyu, pur occupando lo stesso corpo di Lucy, è una persona diversa, Nana si scusa con lei e accetta di rimanere a Villa Kaede. 

### Mariko
Mariko (マリコ?) viene inviata alla ricerca di Lucy e affronta Nana. Durante la lotta, Kurama arriva sul posto e abbraccia Mariko, sua figlia naturale. Dopo questa rivelazione, Mariko salva sia suo padre che Lucy da un attacco missilistico, ma nel processo si trasforma in Nyu. Nel frattempo, Kōta, preoccupato per Nyu, si avvicina al campo di battaglia con lei, che torna a essere Lucy. Nana è pronta a combattere Lucy, ma Mariko, ritornata in sé, la precede per dimostrare il suo valore al padre. Nonostante un iniziale vantaggio, Mariko salta in aria e Nana supplica Kurama di non uccidere Lucy, ora tornata a essere Nyu. Disperato, Kurama giura di uccidere Lucy se mai la incontrasse di nuovo. Alla fine, Nyu e Nana trovano Kōta e tornano a casa.
Una volta tornata a casa, Nana entra in lutto per la morte di Mariko. Dopo alcuni mesi, emerge una nuova Nyu, più matura e responsabile. Tuttavia, Nana rimane in attesa con timore della riemersione di Lucy. Nel frattempo, una serie di eventi porta Nyu a trasformarsi nuovamente in Lucy. Il campo di battaglia si riempie di diversi personaggi; tra questi ci sono Lucy e Nana, che vedendo la nemica minacciare Mayu, giura di uccidere Lucy, anche se si manifesta nella personalità di Nyu. Il giorno seguente, un'unità speciale inviata da Kakuzawa interrompe i ragazzi per recuperare Lucy. Nana tenta di reagire ma viene sopraffatta dagli aggressori e salvata da Kurama, che riacquista finalmente la sua sanità mentaleÈ doppiata da Yuki Matsuoka.

## Antagonisti

### Kurama
Kurama (蔵間?) è il capoufficio del centro di ricerca diretto da Kakuzawa. Rappresenta una figura paterna, sebbene imperfetta, sia per Nana che per sua figlia Mariko. Le sue azioni, indipendentemente dal suo stato mentale, sono spesso orientate alla loro protezione. Tuttavia, i piani folli dei suoi superiori lo costringono a prendere decisioni difficili, mettendo a rischio la sua sanità mentale. Nonostante le sue alleanze, Kurama percepisce Lucy come la principale minaccia per l'umanità e per il mondo stesso.
Pur riconoscendo la necessità di Kakuzawa di fermare la diffusione dell'epidemia che ha portato alla nascita dei Diclonius, Kurama ha frequentemente sollevato obiezioni riguardo al trattamento riservato alle Silpelit. Era sposato con Hiromi Kurama, che inizialmente era sterile, ma poco dopo rimase incinta. Purtroppo, Hiromi subì un aborto spontaneo e, un anno e mezzo dopo, decisero di provare con la fecondazione in vitro. Quando Kurama vide che sua figlia era nata con le corna, si rese conto di essere stato infettato da una Diclonius che lo aveva toccato con i suoi vettori. In un momento di panico, tentò di uccidere Mariko, ma non riuscì a farlo grazie alla supplica della moglie morente. Nel frattempo, nel laboratorio, Nana inizia a affezionarsi a Kurama e a considerarlo come un vero padre. Dopo la fuga di Lucy, Kurama è costretto a inviare Nana a recuperarla; tuttavia, Nana viene sconfitta da Lucy e perde tutti gli arti. Kurama si prende cura di lei e le impianta delle protesi che Nana può controllare grazie ai suoi vettori. Successivamente, decide di lasciarla andare dall'istituto, sperando che possa trovare il suo posto nel mondo.
Kurama si allea con Bando, un ex membro delle forze speciali, anch'egli animato da un profondo odio per Lucy e desideroso di eliminarla. Nel frattempo, Kakuzawa ordina di liberare Mariko dalla sua cella per facilitare la cattura di Lucy. Tuttavia, Nana percepisce il pericolo e decide di schierarsi contro Mariko per proteggere i suoi nuovi amici. Kurama arriva sulla scena proprio mentre le sue due "figlie" si affrontano in combattimento. Nel climax della storia, Kurama, sopraffatto dalla depressione per la sua incapacità di essere un buon padre, tenta il suicidio, ma viene salvato da Bando. Durante l'assalto a Villa Kaede, Kurama perde il controllo della sua sanità mentale dopo aver scoperto il cadavere di un clone di Mariko, Cynthia. Quando un altro clone di Mariko, Barbara, sta per uccidere Nana, Kurama la colpisce a morte, ritrovando così la lucidità e accettando finalmente che Mariko è morta. Nell'arco finale, Kurama affronta nuovamente Lucy. Nonostante il giuramento fatto a Kōta, la voce del suo DNA prende il controllo del suo corpo e gli strappa istintivamente un braccio quando lui le spara. La conclusione della serie mostra Kurama e Nana davanti alla tomba di Mariko. 
La storia di Kurama nell'anime segue una traiettoria simile fino all'ultimo episodio. Lo vediamo cullare Mariko tra le sue braccia, piangendo per la sua incapacità di darle il calore e l'amore di cui aveva bisogno nella vita. Gli esplosivi impiantati nel corpo di Mariko esplodono al comando di Isobe, causando la morte sia di Kurama che di sua figlia. È doppiato da Osamu Hosoi.

### Bando
Bando (坂東?) è un agente della squadra d'assalto speciale della polizia (SAT), noto per le sue straordinarie abilità di combattimento, la sua sete di sangue e la determinazione che lo hanno reso uno dei migliori agenti. Nonostante la sua personalità aggressiva e decisamente antisociale, Bando è guidato da un profondo senso dell'onore e del dovere. Dopo la fuga di Lucy dal laboratorio, lui e il suo team vengono inviati alla sua ricerca. Una volta trovata Nyu, Bando la risveglia a suon di botte, ma durante il confronto viene accecato, gli viene rotto un braccio e l'altro mozzato.Bando viene trovato agonizzante da Mayu, che lo soccorre. Spinto dal desiderio di vendetta contro Lucy, accetta di sottoporsi a operazioni per sostituire gli occhi e il braccio con parti cibernetiche. Si allea quindi con Nana e Kurama, giocando un ruolo fondamentale nella lotta contro Mariko. Con il tempo, sviluppa sentimenti per Mayu. Quando Nana è sul punto di essere uccisa da Lucy, Bando interviene in sua difesa; tuttavia, Lucy gli strappa il braccio rimasto e lui viene tranciato in due nel tentativo di proteggere Mayu.Nell'ultimo capitolo della storia, si scopre che Bando è sopravvissuto. La sua evoluzione come personaggio è complessa: inizialmente motivato dalla vendetta, nel corso degli eventi sviluppa relazioni più profonde con gli altri personaggi, mostrando una vulnerabilità che contrasta con la sua natura violenta. La storia di Bando si distingue per il suo percorso di redenzione e la lotta interiore tra il suo istinto omicida e i legami che forma con gli altri personaggi.. È doppiato da Jōji Nakata.

### Mariko
Mariko Kurama (蔵間マリコ?, Kurama Mariko) è la figlia di Kurama ed è considerata la più potente tra i Silpelit, esseri nati dal contatto tra umani e Diclonius, con oltre cinquanta vettori che raggiungono una lunghezza di undici metri. La sua nascita è il risultato dell'infezione involontaria di suo padre, Kurama, il quale, nonostante l'ordine di eliminare tutti i Diclonius, non riesce ad assassinare la propria figlia. Mariko cresce come cavia all'interno del laboratorio, identificata con il numero 35. Sebbene appaia dolce e innocente, non esita a scagliarsi contro gli esseri umani, in particolare quelli che considera carnefici, e persino contro altri Diclonius. Mariko riceve l'incarico di uccidere Nana e catturare Lucy. Tuttavia, durante i combattimenti, accetta il suo destino e l'amore di suo padre, esortando Nana a prendersi cura di lui prima di affrontare Lucy, che la ucciderà.Nel corso della sua vita nel laboratorio, Mariko sviluppa una personalità complessa; è estremamente sadica e gode nel torturare e smembrare le sue vittime. Non ha problemi a uccidere chiunque, indipendentemente dalla razza o dalla specie, ma mostra una particolare protezione nei confronti di Kurama. Per controllarla, gli scienziati del laboratorio impiantano bombe nel suo corpo durante l'infanzia. Quando Mariko viene liberata e attacca un ricercatore che fungeva da madre adottiva, uno dei dispositivi esplosivi le fa saltare via un braccio.Nel manga, durante uno scontro con Nana, Kurama rivela le circostanze della nascita di Mariko. Sentendosi rifiutata dal padre e gelosa dell'affetto che lui mostra verso Nana, Mariko tenta di ucciderla come atto di vendetta. Tuttavia, viene fermata da Bando, che la porta in salvo. Dopo un confronto emotivo con Kurama, Mariko si sacrifica per proteggere il padre dall'attacco di Lucy attivando le bombe impiantate nel suo corpo mentre cerca di fermarla. Sebbene l'esplosione avvenga, non riesce a uccidere Lucy; quest'ultima perde solo le corna e si trasforma in Nyu per i mesi successivi. 
Nell'anime, Mariko muore nel tredicesimo episodio insieme a Kurama a causa dell'esplosione delle bombe impiantate nel suo corpo. La sua storia culmina in un momento straziante in cui si riconcilia con Kurama prima della sua morte. La complessità del personaggio di Mariko risiede nella sua dualità: da un lato è una figura violenta e sadica, dall'altro una giovane donna in cerca dell'amore paterno e della connessione umana. È doppiato da Tomoko Kawakami.